# Doopsgezinde kerk (Goes)
De Doopsgezinde kerk is een kerkgebouw in de Zeeuwse plaats Goes, gelegen aan de Westwal. Het betreft een eenvoudige zaalkerk die in 1934 werd gebouwd naar een ontwerp van de gemeentearchitect Rothuizen en dat een sterk verkleinde kopie was van de dichtbij gelegen Westerkerk. Sinds 2000 maakt de Vereniging van Vrijzinnige Protestanten ook gebruik van het gebouw.

## Geschiedenis
De doopsgezinde gemeenschap in Goes ontstond al rond het midden van de zestiende eeuw, maar door gebrek aan bronnen is weinig over hen bekend. In de zeventiende eeuw bezat het een kerkje aan de Korte Vorststraat, dat in 1660 werd uitgebreid met het ernaast gelegen huis. Dit duidt op groei van de gemeente en in 1684 telde het 242 doopleden. Door onbekende redenen nam hun aantal in de eeuw daarna sterk af, naar 47 leden in 1721 en nog maar drie in 1796. Desondanks werd de gemeente niet opgeheven en bleven de fondsen in beheer. Enkele malen werden preekdiensten gehouden vanuit de naburige gemeentes van Middelburg, Vlissingen en Ouddorp. In 1868 werden alle preekdiensten en het beheer van de fondsen overgenomen door de gemeente van Middelburg en door lichte groei van het aantal leden was er in 1883 weer een kerkenraad.
In november 1889 vond de heropleving van de gemeente plaats met een speciale vergadering en de doop van zeventien leden. Tevens werd besloten om een nieuw kerkgebouw in gebruik te nemen aan de Westwal dat in de periode 1891-1892 werd gebouwd. Het oude gebouw aan de Korte Vorststraat werd verkocht en omgebouwd tot drie woonhuizen. Later zijn deze huizen gesloopt.
De kwaliteit van het nieuwe kerkgebouw was echter zo snel verslechterd door waterschade dat in 1934 werd besloten om het te vervangen. De nieuwe kerk werd ontworpen door de gemeentearchitect, Arend Rothuizen, in een sobere rationele stijl. Eerder in 1929 had hij ook al de nabijgelegen Westerkerk ontworpen en de doopsgezinde kerk was in principe een verkleinde kopie van deze kerk. Tijdens de nieuwbouw maakten de doopsgezinden gebruik van de voormalige Waalse kerk in de Singelstraat. De bouw van de kerk werd uitbesteed aan de firma J.M.J. Schrijver en Zonen uit Middelburg. Op 9 september 1934 werd de nieuwe kerk in gebruik genomen met een predikatie door ds. J. Koekebakker.
Tussen 1945 en 1960 maakte de Gereformeerde kerk vrijgemaakt gebruik van het gebouw. Tussen november 1972 en 1983 werd de kerk gebruikt door de Gereformeerde Gemeente in Nederland.
Omstreeks 2000 werd de kerk ook verhuurd aan de Vereniging Vrijzinnige Protestanten die in 1920 in Goes was opgericht. Vanuit dit collectieve gebruik van het gebouw ontstond een samenwerking tussen beide gemeentes.

## Gebouw
Het gebouw betreft een sobere bakstenen zaalkerk met zadeldak en telde oorspronkelijk ongeveer vijftig zitplaatsen. De kerkzaal heeft een lengte van vier vensterassen en in het verlendge staat een lagere voorzaal met drie vensterassen.
In het gebouw is sinds maart 2009 een orgel aanwezig dat in 1979 is gebouwd door Chiel van Dam naar tekeningen van de orgelbouwer Leeflang.